# 부빈 전투

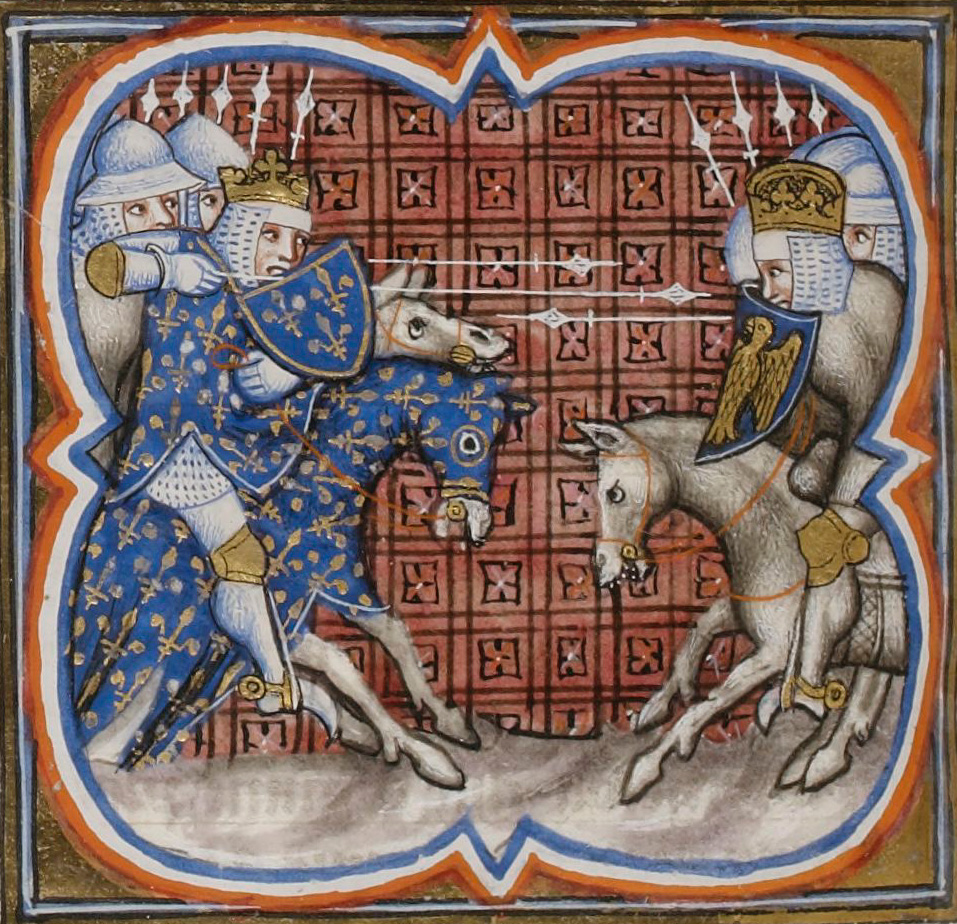
프랑스와 제국 기사의 충돌

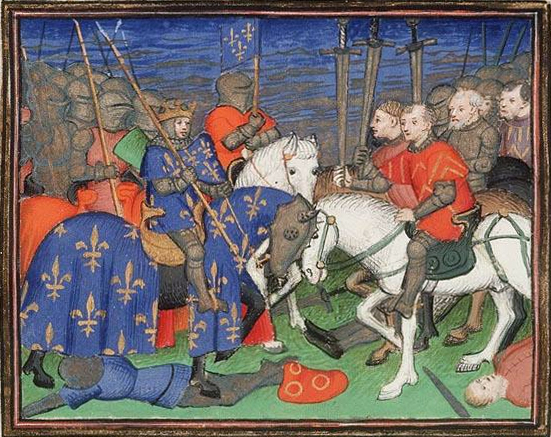
부빈에서의 프랑스 왕 필리프 2세의 승리

부빈 전투(Bataille de Bouvines, Battle of Bouvines)는 1214년 7월 27일에 일어난 중세 전투로, 영국-프랑스 전쟁을 종결지었다. 브르타뉴와 노르망디의 앙주 지역에 대한 프랑스 왕의 주권을 인정하여, 중세 프랑스의 발전에 기반이 되었다.
프랑스의 필리프 2세는 북쪽의 오토 4세가 이끄는 신성 로마 제국과 잉글랜드, 플랑드르로 이뤄진 군대를 군대를 공격하였다. 필리프는 신성 로마 제국의 남쪽을 통치하던 호엔슈타우펜 가의 프리드리히 2세와 동맹을 맺었다. 이 전쟁으로 필리프는 오토의 삼촌이자 동맹이었던 잉글랜드의 존 왕에 보유하던 프랑스 내의 영지를  다스릴 수 있게 되었으며, 존 왕은 마그나 카르타의 서명을 강요받게 되었다.